# Шентон, Рэйчел
Рэйчел Шентон (англ. Rachel Shenton; род. 21 декабря 1987, Сток-он-Трент, Стаффордшир) — британская киноактриса
 и сценаристка. Лауреат премии «Оскар» за «Лучший игровой короткометражный фильм» («Немое дитя» («The Silent Child»), 2017).

## Карьера
Карьера Шентон как актрисы началась в 2005 году в телесериале «Холби Сити». В 2011 году она начала играть роль Митзи Миннибер в британском телесериале «Холлиокс». В 2011 году она получила номинацию на премию TV Choice Awards в категории «Лучший новичок» за участие в этом сериале, но награду получила Пола Лейн за роль Кайли Платт в сериале «Улица Коронации». Кроме того, Шентон сыграла ту же роль в спин-оффе «Hollyoaks Later» в течение 15 эпизодов, после чего также покинула основной сериал в 2013 году после 235 эпизодов. В 2014 году она сыграла роль Лили Саммерс в телесериале Switched at Birth в течение 19 эпизодов.
В сентябре 2020 года она получила роль Хелен Олдерсон в сериале «О всех созданиях — больших и малых». Были внесены значительные изменения в исходный материал, что позволило значительно расширить роль Хелен. Сериал был продлён на второй сезон, премьера которого состоялась в сентябре 2021 года, а третьего — в 2022 году.
Шентон стала лауреатом премии «Оскар» в категории «Лучший игровой короткометражный фильм» вместе с Крисом Овертоном на церемонии вручения премии «Оскар» в 2018 году за фильм «Немое дитя», для которого она написала сценарий и сыграла главную роль. На других кинофестивалях она получила десять наград за свою игру в фильме. Также в 2018 году она была включена в состав Академии кинематографических искусств и наук, которая ежегодно присуждает премию «Оскар».

## Личная жизнь
Когда Шентон было 12 лет, её отец оглох после прохождения курса химиотерапии от рака. После смерти отца Шентон выучила язык жестов. В 2011 году Шентон стала послом Национального общества глухих детей.
В октябре 2018 года она вышла замуж за Криса Овертона.
Помимо актёрской деятельности с 2013 года Шентон вела уроки актёрского мастерства для студентов в школе The Midlands Screen Acting School.